# Pecluma chnoophora
Pecluma chnoophora är en stensöteväxtart som först beskrevs av Kze., och fick sitt nu gällande namn av Salino och Costa Assis. Pecluma chnoophora ingår i släktet Pecluma och familjen Polypodiaceae. Inga underarter finns listade.